# ジェミニウイング
『ジェミニウイング』(Gemini Wing) は1987年にテクモ（現・コーエーテクモゲームス）が開発、稼働したアーケード用縦スクロールシューティング。
自機「ガンシップ」を操作し、蟲に支配された世界を奪還すること（機密指令「ジェミニウイング」）が目的。
1990年にシステムサコムからX68000に、2020年にはハムスターからアーケードアーカイブスの1タイトルとしてPlayStation 4とNintendo Switchに移植された。

## ゲーム内容

### システム
前述のガンシップをプレイヤーは操作し、敵を倒したり地形を避けたりしながら全7面をクリアするオーソドックスな形式のシューティングゲームである。
本作の最大の特徴は「ガンボール」と呼ばれるアイテムで、特定の小型の敵もしくは「ブリンガー」という敵が後ろにたくさん引き連れているので、倒したり奪ったりして取得出来る。
取得すると自機の後方にくっつき、取れば取るほど連なっていく。持っているだけでは何も起きないが、使うと以下のような効果が発動する。
3ウェイショット
自機前方三方向にショットを発射する。ゲーム開始時にデフォルトで3つ装備している。
ホーミングミサイル
誘導弾が複数発射される。
ワイドビーム
画面左右に広がった1本のビームが奥へと進む。
スウィングファイアバー
自機から前方に伸びた一定の長さの炎の柱が左右に振れて攻撃する。
スパークハリケーン
スパークリングが渦巻状に回転して広がり攻撃する。
ボーナス
「2」「5」「10」がありそれぞれ2万、5万、10万点の得点が貰えるが、次のガンボールも消費される。
スピードアップ
自機の移動スピードが上がるが、次のガンボールも消費される。
1UP
残機が1つ増えるが、次のガンボールも消費される。
ストックされたガンボールはどれを使うか選ぶことは出来ず、自機に近い順から使われる。自機をパワーアップする効果があるのはスピードアップのみとなる。
ガンボールは道中頻繁に取得が可能なこと、そして自機のショットの攻撃力は変わらないので、このガンボールを積極的に使うのが主な攻略法になる。

## 攻略
自機の持つガンボールが貧弱なものである場合，持っているガンボールをブリンガーに，わざと接触させ，一度手放した後，ブリンガーを打ち込み，より攻撃力の高いガンボールに変化させた後，再取得するという技がある。

## 移植版
| No. | タイトル                                | 発売日         | 対応機種                      | 発売元         | メディア                              | 備考               |
| --- | --------------------------------------- | -------------- | ----------------------------- | -------------- | ------------------------------------- | ------------------ |
| 1   | ジェミニウイング                        | 1990年10月31日 | X68000                        | システムサコム | フロッピーディスク2枚組               | アーケード版の移植 |
| 2   | アーケードアーカイブス ジェミニウイング | 2020年9月10日  | PlayStation 4 Nintendo Switch | ハムスター     | ダウンロード (アーケードアーカイブス) | アーケード版の移植 |

X68000版
システムサコムにより移植、発売された。アーケード版に忠実な移植ではあるが、BGMは別音源でアレンジされている。